# Pol Pot
Pol Pot, właściwie: Saloth Sâr, znany także pod pseudonimami Brat Numer Jeden oraz Wujek Sekretarz, także Pol, Pouk, Hay, Phem (ur. najprawdopodobniej 19 maja 1925 w Prek Sbauv, zm. 15 kwietnia 1998 w Anlong Veng) – w okresie od 17 kwietnia 1975 do 7 stycznia 1979 roku dyktator Kambodży, członek Komunistycznej Partii Kambodży, przywódca Czerwonych Khmerów i zbrodniarz komunistyczny. Zdaniem wielu badaczy oraz środowisk opiniotwórczych twórca najskrajniejszej formy totalitaryzmu w całej historii ludzkości. Z zawodu był nauczycielem.

## Życiorys

### Dzieciństwo i nauka w Kambodży
Wychował się w zamożnej rodzinie chłopskiej, jako ósme z dziewięciorga dzieci Saloth Pena i Sok Nem, którzy wyróżniali się spośród swojej społeczności wyjątkową pobożnością oraz prowadzili dającą wysokie zbiory farmę ryżową, natomiast sam Sar jako mały chłopiec był dzieckiem bardzo spokojnym i niestwarzającym problemów wychowawczych i nigdy nie zaznał ciężkiej pracy na farmie.
Zanim został wysłany do zachodniej szkoły w Phnom Penh, jego rodzice postanowili że spędzi rok w klasztorze buddyjskim Wat Botum Vaddei, na południe od pałacu, gdzie uczniowie pobierali naukę czytania i pisania po khmersku. Latem 1935 roku, w wieku dziesięciu lat Sar opuścił klasztor i zamieszkał ze swoim bratem Suongiem, a we wrześniu rozpoczął naukę w szkole podstawowej „Ecole Miche” w Phnom Penh, do której chodził również jego przyjaciel Chhay. Szkoła była prowadzona przez francuskich księży, którzy nauczali w języku francuskim. Saloth Sar miał problemy z nauką – świadectwo ukończenia szkoły podstawowej uzyskał w 1943 roku, a powinien w 1941. Udało mu się to po dwukrotnym powtórzeniu roku, co było częstą praktyką we francuskim systemie edukacji, jeśli chodzi o dzieci które miały problemy w nauce. Udało mu się dostać do nowo powstałego internatu na poziomie gimnazjum College Preah Sihanouk w Kompong Cham.
W tym czasie wybuchła II wojna światowa, władzę nad Kambodżą po upadku Francji zaczęło sprawować państwo Vichy. Pol Pot i jego rówieśnicy byli zmuszani w internacie do śpiewania pieśni ku czci marszałka Pétaina. Odmawiano też modlitwę, która była parodią modlitwy Ojcze Nasz, i w której wychwalano przywódcę Vichy.
Niedługo potem Tajowie zaczęli najeżdżać francuskie Indochiny. Sprawą postanowiło zająć się Cesarstwo Japońskie i nakazało Francji oddać Syjamowi większość terenów spornych. Ziemie Kambodży – prócz miasta Siem Reap i Angkor Wat – zostały opanowane przez Syjam. W Kambodży narodził się nacjonalizm, zaczęto wydawać gazetę „Nagaravattę”, która mniej więcej od 1940 roku przyjęła antykolonialny i antywietnamski charakter. Dochodziło do zamieszek, które nazwano „Rewoltą Parasoli”. Jednakże Pol Pot nie brał w niej udziału i prawdopodobnie nie był nawet jej świadkiem, choć przebywał wtedy w mieście, nie czytywał również Nagaravatty i podobnie jak jego znajomi, nie interesował się polityką.
W gimnazjum Pol Pot był równie słabym uczniem, jak w szkole podstawowej. Grywał na skrzypcach w szkolnej orkiestrze, jednak niezbyt dobrze, później zaczął grać na tradycyjnym khmerskim instrumencie roneat. W gimnazjum wykształciło się jego zamiłowanie do poezji – jego ulubionym twórcą był Verlaine – oraz do muzyki. Grywał w piłkę nożną i wykazywał oznaki talentu, należał do szkolnego klubu koszykarskiego i pomagał inspicjentowi w trupie teatralnej.
Po przewrocie z 9 marca 1945 roku, gdy Japończycy dokonali w Kambodży zamachu stanu, a król ogłosił niepodległość, szkołę Sara zamknięto na przedłużoną przerwę noworoczną. Sam zamach stanu wywołał szok u Kambodżan, którzy zobaczyli jak nietykalni i niemal boscy Francuzi byli brani do niewoli, wielu Kambodżan przyznawało, że te wydarzenia zmieniły ich sposób myślenia. Jednak Saloth Sar miał inne priorytety, po zamknięciu szkoły razem z wieloma innymi uczniami wyruszył z trupą teatralną, aby zarobić na wyjazd do świątyni w Angkor Wat. Podczas pielgrzymki zdał sobie sprawę z dawnej potęgi kraju i zapragnął wyzwolić kraj spod okupacji francuskiej.
Po powrocie do gimnazjum, nowy nauczyciel Khvan Siphan zachęcił Sara do cięższej pracy, dzięki czemu jego wyniki w nauce faktycznie się poprawiły. W następnym roku przygotowywał się do egzaminu kończącego gimnazjum. Latem 1947 roku Sar zaliczył egzaminy końcowe i został przyjęty do liceum Lycee Sisowath. Dla ucznia o ocenach Pol Pota było to duże osiągnięcie, szkoła przyjmowała tylko 120 osób rocznie. Jednak Sar znowu opuścił się w nauce i latem 1948 roku nie zdał egzaminów do wyższych klas liceum, przez co naukę kontynuował w Szkole Technicznej w Russey Keo na północnych przedmieściach Phnom Penh. Sarowi udało się zdać, jednak nie wiadomo, czy jest to zasługa jego wzmożonej nauki, czy też przez to, że jego wietnamski nauczyciel każdemu wystawiał dobre oceny. Rok wcześniej rząd wprowadził stypendia pozwalające trzem najlepszym uczniom z Russey Keo na odbycie studiów we francuskich szkołach Inżynieryjnych, a w tym roku aż pięciu. Pol Potowi udało się załapać do pierwszej piątki, co zapewniło mu miejsce w wąskiej elicie – od początku XX wieku mniej niż 250 kambodżańskich uczniów mogło się uczyć za granicą.
Dzień przed wyjazdem król przyjął na audiencji stypendystów, w tym Sara. Następnego dnia rano, po audiencji, udał się z grupą do Sajgonu, skąd następnie drogą morską wyruszono do Francji. Wówczas Pol Pot nie interesował się jeszcze polityką, wpływ na niego i jego ideologię miał wywrzeć dopiero pobyt w Paryżu.

### Nauka w Paryżu
Saloth Sar dotarł do Paryża 1 października 1949 roku, po nocnej podróży z Marsylii. Dzięki bratankowi króla Monivonga, księciu Sisowatha Somonoponga, który również studiował w Paryżu i to w tej samej szkole co Pol Pot, udało mu się znaleźć dobre mieszkanie. Pomimo nauki we francuskiej szkole, Pot miał problem z językiem francuskim, potrafił jednak porozumiewać się nim w stopniu wystarczającym. Za namową bratanka króla Pol Pot wstąpił do Związku Studentów Khmerskich (AEK). Początkowo Pol Pot miał całkiem dobre oceny, jednak egzamin końcowy zdał dopiero za drugim razem.
Latem 1950 roku khmierskie czasopismo „Khemara Nisut” ogłosiło, że AEK oferuje możliwość wyjazdu za granicę podczas wakacji. Wycieczka do Szwajcarii kosztowała 70 dolarów amerykańskich, z kolei podróż do Jugosławii była darmowa. Pol Pot z powodu braku środków wybrał ten drugi wyjazd, gdzie pracował przy budowie autostrady; powrócił tam również w roku następnym. Dla wielu Khmerów było to niezwykłe przeżycie, gdyż zobaczyli wiarę ludzi i zjednoczenie wokół własnych przywódców.
W nowym roku szkolnym Samonopong wrócił do domu, przez co Saloth Sar nie miał gdzie mieszkać. Według Pol Pota to właśnie wtedy miał mieć kontakt z postępowymi studentami, którzy wywarli na niego duży wpływ. Jednym z nich był Ieng Sary. Poznał on szukającego mieszkania Pol Pota za pośrednictwem swojego przyjaciela. Dla Sary’ego niepodległość Kambodży była najważniejszą sprawą, ale po pewnym czasie zaczęła się splatać z komunizmem.
Tymczasem AEK nawiązał współpracę z lewicowym Francuskim Narodowym Związkiem Studentów (UNEF). Później odbyło się spotkanie 30 khmerskich studentów, które zorganizował Thiounn Mumm, wkrótce po nim indywidualnie namawiano do wstąpienia w struktury tajnej organizacji Cercle Marxiste, ich członkami stali się Ping Say, Chhopininto, a potem Saloth Sar. Nie wiadomo w jakim dokładnie czasie Pol Pot dołączył do Cercle Marxiste, która liczyła około 300 członków, ale przypuszcza się, że była to jesień lub zima 1951 roku. Tam Saloth Sar zapoznał się z dziełami komunizmu: „ABC komunizmu” Nikołaja Bucharina i Jewgienija Prieobrażenskiego, „Manifestem komunistycznym” Karola Marksa i Fryderyka Engelsa, oraz „O nowej demokracji” Mao Zedonga. Saloth Sar wyznał, że miał problemy ze zrozumieniem dzieł Karola Marksa, za to bardzo spodobał mu się stalinizm, który był oficjalną ideologią Francuskiej Partii Komunistycznej [FPK] – te zainteresowania zaczęły się objawiać zimą 1951 roku.
W międzyczasie Sar stracił zainteresowanie studiami. Jesienią 1951 roku zaczął myśleć nad swoim życiem i jego celem. W lecie nie zdał egzaminów na zakończenie drugiego roku studiów. To właśnie wtedy celem Pol Pota stała się rewolucja, postanowił związać się z FPK, która była antyintelektualna, więc z radością przyjęła do siebie Salotha Sara. Wtedy też zaczął czytać ich czasopismo Les Cahiers Internationaux. Podobnie jak inni członkowie Cercle, Pol Pot przeczytał „Historię Wszechzwiązkowej Komunistycznej Partii”, oraz „Krótki Kurs”, autorstwa Józefa Stalina. Według Pol Pota te dzieła były o wiele bardziej zrozumiałe niż Marksa. Z tej pierwszej Pol Pot poznał materialistyczną definicję narodu, która zaprzeczała temu, że naród jest rasową grupą, a nie wytworzoną historycznie wspólnotą ludzi. Druga praca była niczym elementarz dla partii komunistycznych po wielkim terrorze. Stalinizm wzbudził oddźwięk wśród Khmerów, jednak w tamtym okresie Saloth Sar był mniej radykalny niż Sary, który był typowany na rewolucyjnego przywódcę. Sam Pol Pot prowadził pogadanki i pomagał powielać gazetę „Reaksmei” oraz zaczął czytać „L’Humanité”, które ukazywało priorytety francuskiego stalinizmu. Dzięki tej gazecie poznał „herezję” Tito – wielu Khmerów z nim sympatyzowało, ponieważ poszedł własną drogą i przeciwstawił się Związkowi Radzieckiemu.
Inny wpływ na Salotha Sara miało wywrzeć przemówienie Mao Zedonga „O nowej demokracji”, gdyż zawierało plan rewolucji dla krajów kolonialnych. Według Mao rewolucje w takich krajach powinny być dwuetapowe, najpierw rewolucja demokratyczna przez przymierze różnych klas: chłopów, burżuazji i robotników – w tamtym okresie demokracja stała się synonimem komunizmu, dlatego potem Czerwoni Khmerzy nazwali swoje państwo „Demokratyczna Kampucza” – a dopiero potem rewolucja socjalistyczna. Tym stwierdzeniem Mao uznał, że kraje kolonialne nie muszą przechodzić przez etap burżuazji, oraz zachęcał, aby łączyć właściwości narodowe z marksizmem, oraz podobnie jak Stalin zachęcał, aby zniszczyć każdego kto sprzeciwia się partii. Nauki Mao spodobały się Pol Potowi i Khmerom, gdyż Kambodża była krajem kolonialnym, jednak stalinizm i maoizm „stwarzały problem”, który przeszkadzał rewolucjonistom, gdyż według tych ideologii do przeprowadzenia rewolucji jest potrzebny proletariat przemysłowy, którego Kambodża nie posiadała.
Jednakże ideologia Pol Pota została uzupełniona przez rewolucję francuską – pewnego razu znalazł książkę na straganach o tytule „Wielka Rewolucja Francuska 1789-1793”. Narodowa rewolucja która odbyła się we Francji najbardziej odpowiadała warunkom w Kambodży, bowiem była to rewolucja dokonana przez przymierze trzech klas: intelektualistów, burżuazji i chłopów.
Pol Pot drugi raz z rzędu nie zdał w Szkole Radioelektrycznej, przez co jego stypendium zostało wstrzymane. Wtedy 15 grudnia 1952 roku Sar zaokrętował się na SS „Jamaique” i wrócił do Kambodży.

### Wstąpienie do ruchu khmerskiego
Saloth Sar wrócił do Kambodży, w momencie gdy dochodziło do starć między Khmerami a Francuzami. Nie można było swobodnie podróżować, a wieś była coraz bardziej uboga. Pol Pot obwinił o to kolonializm i według niego jedynym rozwiązaniem problemu była niepodległość Kambodży, w której można byłoby wprowadzić system zapewniający społeczną sprawiedliwość.
Sar był pierwszym wysłannikiem Cercle Marxiste który wrócił do Kambodży, później wysyłał jej raporty, na przykład ten, gdzie sugerował aby skreślić Chantarainseya jako zwykłego bandytę. Później Sar w sierpniu 1953 udał się do sztabu Strefy Wschodniej Việt Minhu. W ciągu 9 miesięcy przybyło jeszcze tuzin członków Cercle. Pol Pot wraz ze swoimi towarzyszami przedstawił się jako członek Francuskiej Partii Komunistycznej, której działacze chcą pomóc, jednak początkowo im nie ufano. Choć oficjalnie była to partyzantka kambodżańska, to większość ludzi była Wietnamczykami. To właśnie oni, a nie Khmerzy podejmowali wszystkie decyzje.
Początkowo Wietnamczycy kazali pracować rekrutom w mało ważnych pracach, takich jak podlewanie warzyw. Jak przyznali sami Wietnamczycy, była to weryfikacja. Po weryfikacji Saloth Sar został skierowany na szkolenie polityczne dla khmerskich rekrutów, kierowanych przez Khmera Samoutha, jednak to Wietnamczycy zawsze przemawiali. Szkolenie polegało na nauce tekstów partii wietnamskiej, w tym Sześciu reguł życia partyjnego. Z tego tekstu poznał znaczenie nacisku na „walki za ideał” i zatrzymania „absolutnej koncepcji życia” oraz potrzebę zachowania „ścisłej tajemnicy”. Wietnamczycy nauczyli też Pol Pota, że rewolucję trzeba wywołać z poparciem mas, a przy jej odmowie, trzeba zastosować taktykę spalonej ziemi, to znaczy zniszczyć wieś i wygnać mieszkańców.
W tamtym okresie Sar wiedział, że ruch kambodżański był kontrolowany przez Wietnam, jednak nie miał poglądów anty-wietnamskich, chciał utrzymywać dobre relacje z Wietnamem i uczynić ruch niezależnym. Sar rozpoczął naukę wietnamskiego, aby móc się porozumieć z wietnamskimi towarzyszami, co zwróciło na niego uwagę. Został wtedy zastępcą Samautha i pomagał mu w przygotowaniach seminariów politycznych. Później awansował również na stanowiska sekretarza i głównego asystenta, które zajmował przez 5 lat.
Po zawieszeniu broni w Kambodży z khmerskimi rebeliantami, Saloth Sar wyjechał do Phnom Penh. Wcześniej podczas szkoleń politycznych w Krabao było mówione, że ruch kambodżański z walki zbrojnej musi przejść do walki politycznej.

### Dalsze losy
Po wycofaniu Francuzów wietnamska partyzantka wycofała się z Kambodży. Pol Pot zaczął działać w komunistycznej partyzantce, ale oficjalnie utrzymywał się z posady nauczyciela. W tym też czasie poznał Nuon Chea, głównego ideologa reżimu Czerwonych Khmerów. Po klęsce komunistów z Khmerskiej Partii Ludowo-Rewolucyjnej w kambodżańskich wyborach, władze rozpoczęły przeciw nim kampanię terroru.
W 1960 współzałożyciel Robotniczej Partii Kambodży (przekształconej następnie w Komunistyczną Partię Kambodży), a w latach 1963–1979 jej sekretarz generalny. Zamordowanie dotychczasowego lidera khmerskich komunistów, Tou Samoutha przez policję i wcześniejsze rozłamy wewnątrzpartyjne umożliwiły budowę przez Pol Pota własnego stronnictwa w ugrupowaniu. Stopniowo frakcja Pol Pota zdominowała całą partię komunistyczną, tworząc w niej anty-wietnamską frakcję (zarzucała wietnamskim komunistom zdradę) zwaną „grupą paryską” lub Czerwonymi Khmerami. Chroniąc się przed represjami władz, zwolennicy Pol Pota jeszcze w 1963 roku założyli bazę w północno-wschodniej prowincji Ratanakiri, pozyskując tam sympatyków wśród mniejszości etnicznej Khmer Loeu (Khmerów Górskich). Na czele grupy, jak i całej partii komunistycznej stanęła ściśle tajna Angkar Loeu (Najwyższa Organizacja), w skład której wszedł sam Pol Pot.
W latach 1965 i 1969 podczas tajnych wizyt w Chińskiej Republice Ludowej przechodził szkolenia prowadzone przez tamtejsze służby specjalne.

### Partyzancka kampania antyrządowa
W kwietniu 1967 w prowincji Battambang wybuchło spontaniczne powstanie chłopskie, do którego przyłączyli się komuniści. Powstanie przyczyniło się do dużego wzrostu poparcia dla frakcji Pol Pota, która właśnie wtedy przez panującego monarchę Norodom Sihanouka określona została mianem „Czerwonych Khmerów”. W styczniu 1968 utworzona przez zwolenników Pol Pota Armia Rewolucyjno-Wyzwoleńcza rozpoczęła partyzancką ofensywę przeciw armii królewskiej. Pol Pot dowodził oddziałami zbrojnymi i rozbudowywał siatkę partyzantki.
18 marca 1970 roku król Sihanouk został obalony w wyniku puczu, w następstwie czego monarcha udał się do Pekinu. Król osobiście poparł Czerwonych Khmerów i zaprosił ich do utworzonego przez siebie Zjednoczonego Frontu Narodowego Kambodży. Czerwoni Khmerzy niezależnie od Wietnamu (który prowadził w Kambodży walki z Amerykanami) zdobyli kontrolę nad częścią kraju i zachowali swoją niezależność od komunistów wietnamskich. Czerwoni Khmerowie w tym czasie nie wykazywali większych oznak fanatyzmu, a przynajmniej nie był on dostrzeżony przez ogół społeczeństwa i władze. Ów fanatyzm ujawnił się dopiero w okresie ich rządów.

### Demokratyczna Kampucza

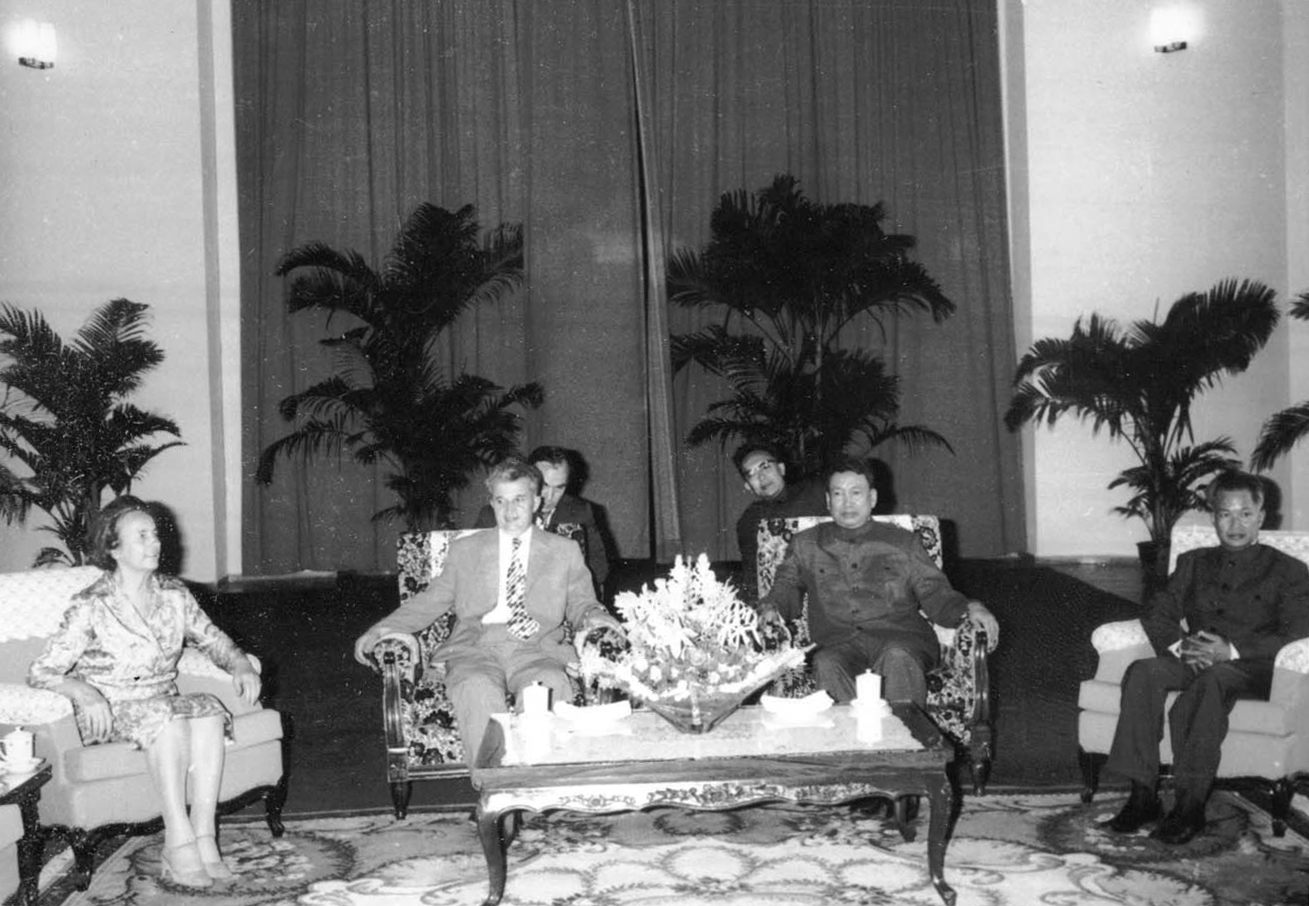
Nicolae Ceaușescu z Pol Potem (1978)

W 1975 roku partyzanci obalili rząd, a Pol Pot zmienił nazwę kraju na Demokratyczna Kampucza i rozpoczął jedną z najkrwawszych dyktatur XX wieku. W nowym państwie Pol Pot objął formalnie stanowisko premiera. Według Pol Pota zupełnie samowystarczalny kraj miał się składać wyłącznie z chłopów finansujących gospodarkę kraju poprzez wzrost produkcji rolnej. W ramach tej polityki kraj został odcięty od świata, a odwiedzić go mogły jedynie nieliczne zagraniczne delegacje (których wizyty były czysto propagandowe i starannie wyreżyserowane). W polityce zagranicznej jedyne relacje utrzymywano z Chinami i sąsiednią Tajlandią. Zamknięto szkoły, szpitale i fabryki, zlikwidowano banki i pieniądz, zdelegalizowano religię, zlikwidowano własność prywatną, zaś ludność miast wyrzucono siłą na tereny wiejskie do tzw. kolektywnych gospodarstw rolnych, które były de facto obozami pracy przymusowej. Polityka ta, znana jako „Rok Zerowy”, doprowadziła do śmierci ogromnej liczby osób, wskutek zagłodzenia, przepracowania i egzekucji. Czerwoni Khmerzy systematycznie mordowali wszystkie osoby, które miały jakiekolwiek powiązanie z poprzednim reżimem, a także fachowców i intelektualistów. Ofiarą padły mniejszości narodowe, w największym stopniu mniejszość wietnamska.
Szacuje się, że w Demokratycznej Kampuczy zginęło od 10 do 25 procent, a liczba mieszkańców stolicy – Phnom Penh – wskutek przymusowych wysiedleń zmalała z 2 milionów do 23 tysięcy mieszkańców.
Polityka terroru prowadzona przez Pol Pota spowodowała rozłam w ruchu Czerwonych Khmerów. Oporni działacze ruchu byli fizycznie likwidowani przez polpotystów. Ofiarami czystek stali się między innymi pełniący urząd wicepremiera Vorn Vet czy Koy Thuon będący ministrem handlu wewnętrznego. Najbardziej niechętni Pol Potowi pozostawali Czerwoni Khmerzy w Strefie Wschodniej. W maju 1978 roku rozpoczęli oni antyrządowe powstanie. Pol Pot nakazał stłumić wystąpienie, a całą ludność uznać za „wietnamskie dusze w khmerskich ciałach”, przedstawiając ją jako element obcy. W ramach represji zginęło od 250 do 400 tysięcy mieszkańców strefy objętej rebelią, a jej wielu mieszkańców zostało deportowanych do innych stref.

#### Konflikt z Wietnamem
Za głównego wroga swoich rządów Pol Pot na gruncie szowinizmu obrał Wietnam. 1 maja 1975 roku zdecydował się na atak na wietnamską wyspę Phú Quốc, która według niego była częścią terytorium Kambodży. Dziewięć dni później armia Kampuczy wtargnęła na wysepkę Thổ Chu w Zatoce Syjamskiej. Agresji towarzyszyła masakra około 500 tamtejszych mieszkańców. Wietnamczycy odpowiedzieli na atak kontrofensywą, w wyniku której siły Demokratycznej Kampuczy zostały wygnane ze spornych wysepek, a Wietnamczycy karnie zajęli kampuczańskie wyspy Koh Poulo Wai. W ciągu 1976 roku, choć oficjalnie oba rządy mówiły o poprawie wzajemnych relacji, to w praktyce wrogość między nimi stale wzrastała. 30 kwietnia armia Czerwonych Khmerów ponownie przekroczyła granicę z Wietnamem i zaatakowała prowincję An Giang i Châu Đốc. W trakcie ataku Czerwoni Khmerzy dokonali zabójstw setek cywilów wietnamskich. Siły Wietnamu przeprowadziły odwetowy atak przeciwko Kampuczy. 16 grudnia oddziały piechoty wietnamskiej wsparte przez siły powietrzne dokonały bezpośredniego ataku na obszar Kampuczy. Kampuczanie w starciu z wojskiem wietnamskim odnieśli dotkliwe straty. 6 stycznia 1978 roku wojska wietnamskie znalazły się już tylko 38 kilometrów od Phnom Penh, jednak rząd Wietnamu zdecydował się na wycofanie, połączone z ewakuacją tysięcy kampuczańskich uchodźców cywilnych i uwolnionych więźniów reżimu.
W czerwcu 1978 roku siły lotnicze Wietnamu rozpoczęły masowe bombardowanie Kampuczy, wykonując dziennie około 30 lotów. Loty przyczyniły się do gigantycznych strat Kampuczy. Do tego czasu większość rozbitej Strefy Wschodniej Wojska uciekła do Wietnamu, gdzie w tajnych obozach wojska wietnamskiego przechodziła szkolenie. Pod koniec czerwca wojska wietnamskie przeprowadziły ograniczoną akcję wojskową przeciwko Czerwonym Khmerom. Wietnamczycy zajęli szereg prowincjonalnych miast i Prey Veng Suong, w odpowiedzi na co armia Kampuczy przeprowadziła ostrzał terenów przygranicznych. W drugiej połowie 1978 roku Wietnam ogłosił utworzenie Zjednoczonego Frontu Ocalenia Narodowego Kambodży. Według Hanoi Zjednoczony Front Ocalenia Narodowego był niezależnym ruchem komunistycznym Kambodży wywodzącym się z różnych środowisk. Na czele ruchu stanął Heng Samrin. Jeszcze przed utworzeniem Frontu wspierani przez Hanoi opozycjoniści kambodżańscy przekraczali granicę w celu poszerzania bazy wsparcia dla ruchu przeciwników reżimu.
W grudniu 1978 roku po kilku latach granicznych starć, dywizje wietnamskie wsparły rozpoczęte w kwietniu 1978 antypolpotowskie powstanie, którym kierował Heng Samrin, i 7 stycznia 1979 roku, współdziałając z oddziałami powstańczymi, zajęły Phnom Penh, obalając reżim Pol Pota. Pomimo zakorzenionej niechęci do Wietnamczyków, oddziałom pomagali masowo uciekający aktywiści, którzy stanowili potem rdzeń nowego, prowietnamskiego rządu Ludowej Republiki Kampuczy.

### Po utracie władzy
Po utracie władzy Czerwoni Khmerzy wycofali się do dżungli w zachodniej części kraju. Licząca kilka tysięcy żołnierzy partyzantka Czerwonych Khmerów uzyskała poparcie Chin, Tajlandii i Stanów Zjednoczonych, które wspierając antywietnamski ruch partyzancki dążyły do osłabienia pozycji Wietnamu. Korzystający z protekcji amerykańskiej Czerwoni Khmerzy tylko w 1980 roku otrzymali około 55 milionów dolarów pomocy. Dzięki amerykańskiej i tajlandzkiej protekcji cieszyli się także dostawami żywności ze Światowego Programu Żywnościowego. Jednocześnie CIA prowadziła akcję propagandową mającą wybielić Czerwonych Khmerów. Jednym z jej przejawów była publikacja raportu, w którym przedstawiono pięciokrotnie zaniżoną liczbę ofiar reżimu Demokratycznej Kampuczy. Sytuację ruchu jeszcze bardziej poprawiło uznanie ich (głosami państw zachodnich i ich sojuszników) za prawowitych przedstawicieli Kambodży w Organizacji Narodów Zjednoczonych.
W 1981 roku rozwiązaniu uległo polityczne skrzydło ruchu, Komunistyczna Partia Kambodży. Decyzja ta podyktowana była współpracą z USA. Tym samym politycznym skrzydłem Czerwonych Khmerów stała się Partia Demokratycznej Kampuczy. Nowa formacja zrezygnowała z ideologii komunistycznej i ogłosiła, że popiera demokrację parlamentarną i liberalny model gospodarczy (w kilku krajach legalnie działała Grupa Studiów nad Teorią Pol Pota głosząca poglądy sprzed dekomunizacji ruchu). W 1982 roku przy wsparciu Stanów Zjednoczonych i Chin powstał Koalicyjny Rząd Demokratycznej Kampuczy. Rząd skupiał monarchistów, prawicowych republikanów i Czerwonych Khmerów, a na arenie międzynarodowej był uznawany przez większość państw niekomunistycznych.
Po ofensywie wojsk rządowych i wietnamskich w latach 1984–1985 Czerwoni Khmerzy zostali wyparci z kraju. Pokonani partyzanci znaleźli schronienie na terenie Tajlandii. W tym samym czasie ogłoszono, że Pol Pot przeszedł na polityczną emeryturę. Był to zabieg czysto propagandowy, w rzeczywistości w dalszym ciągu stał on na czele ruchu kryjąc się pod kryptonimami „87” i „Brat nr 1”, korzystając przy tym z ochrony specjalnego oddziału armii tajskiej.

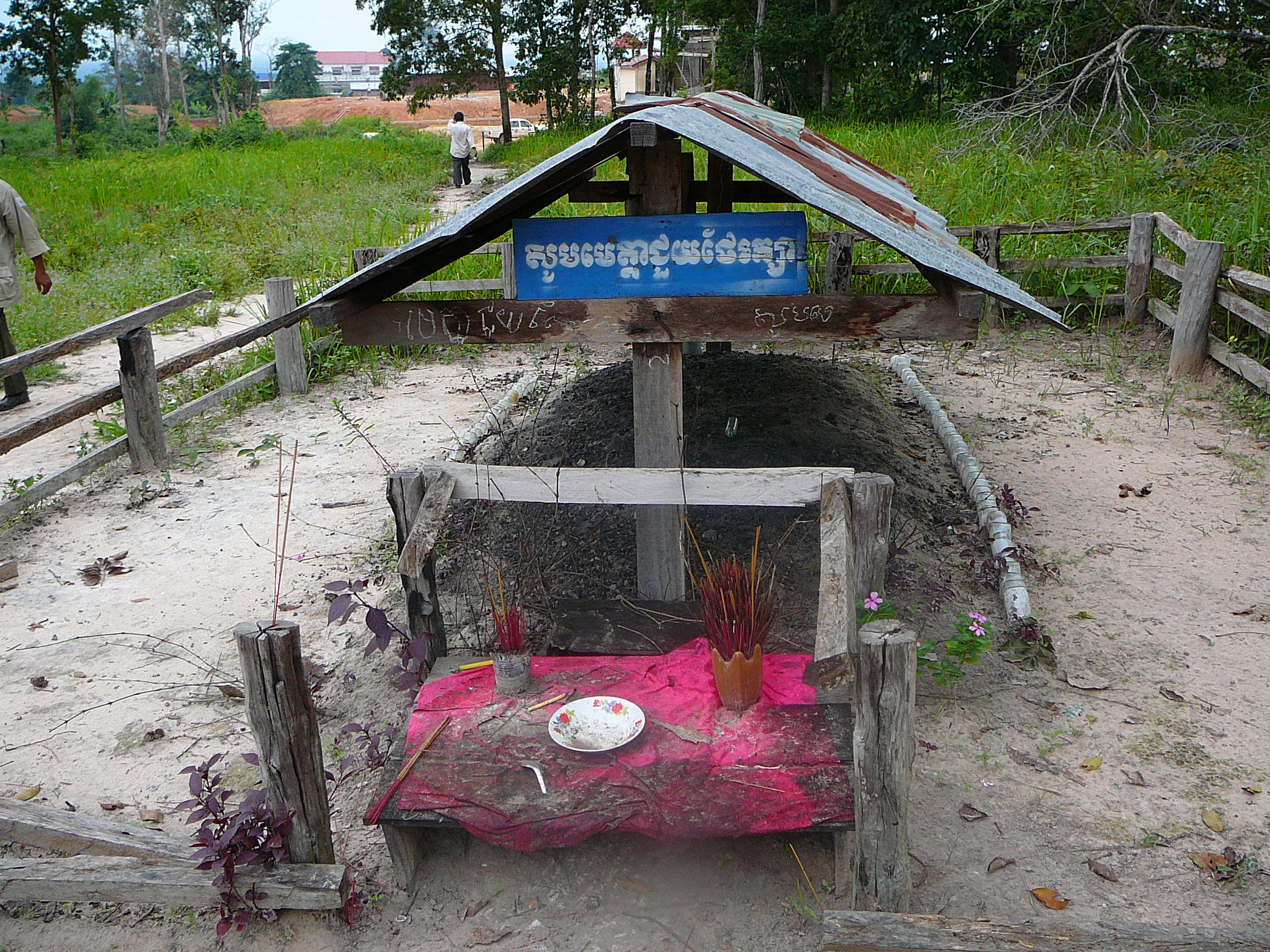
Grób Pol Pota w Anlong Veng

W 1989 roku Wietnam wycofał swoje wojska z terenów Kambodży, skłoniło to Tajlandię w kolejnym roku do stopniowej likwidacji baz Czerwonych Khmerów na swoim terytorium (wbrew zaleceniom USA). W 1991 roku Czerwoni Khmerzy i inne grupy rebelianckie (obecność Czerwonych Khmerów została wymuszona przez Stany Zjednoczone) zawarli z rządem Kambodży układ w sprawie rozbrojenia i wolnych wyborów. W rezultacie pozwolono im na powrót do prowincji Pailĭn. W 1993 roku nie uznali wyników wyborów i rozpoczęli nową wojnę z rządem. W trakcie batalii siły Czerwonych Khmerów dokonały licznych zbrodni wojennych obejmujących czystki etniczne (szczególnie mniejszości wietnamskiej).
W 1997 roku w ramach jednej z niezliczonych czystek w kierownictwie partii, zlecił zabójstwo jednego ze swych najbliższych współtowarzyszy jeszcze z czasów paryskich – Son Sena. Kilka tygodni później współtowarzysze pod kierownictwem Ta Moka urządzili proces pokazowy Pol Pota i skazali go na dożywotni areszt domowy, gdzie po kilku miesiącach zmarł, według oficjalnej wersji z przyczyn naturalnych. Według jednej z teorii Pol Pot nie zmarł z przyczyn naturalnych, lecz miał popełnić samobójstwo poprzez zażycie śmiertelnej dawki mieszanki valium i chlorochiny, gdyż obawiał się przekazania go do Stanów Zjednoczonych na międzynarodowy proces sądowy. Po śmierci został skremowany, a jego prochy złożono w samotnym grobie, na ziemi niczyjej, kilkaset metrów od granicy z Tajlandią. Inna wersja mówi, że zostały one rozsypane nad największym jeziorem Półwyspu Indochińskiego Tonle Sap.

## Ideologia – polpotyzm
Największy wpływ na ideologie Pol Pota wywarł maoizm. Pol Pot spotkał się z Mao Zedongiem w 1965 roku i spędził pół roku w Chinach. Szczególnie istotny wpływ wywarły koncepcje wielkiego skoku naprzód, mobilizacji wsi, ucieczki z miast i „zduszenia” miast. Istotną cechą ideologii był nacjonalizm i sprzeciw wobec kolonializmu.
Na ideologię polpotyzmu duży wpływ miał również stalinizm. Główną przesłanką wskazującą na udział myśli Stalina na polpotystów był nacisk na kierownictwo, które miało decydujący wpływ na rewolucję, częste składanie przez członków krytyki i samokrytyki, uświadamiał, że marksizm-leninizm nie jest dogmatem, lecz wskazówką w działaniu, która jest wzbogacana przez doświadczenia narodów, oraz że trzeba wszędzie szukać wrogów.
Maoizm zaś dał polpotyzmowi możliwość przeprowadzenia rewolucji w kraju niekapitalistycznym, która miała się opierać na początkowym sojuszu z burżuazją – rewolucja demokratyczna – a potem miała nastąpić rewolucja socjalistyczna.
Rewolucja Francuska zaś scaliła to wszystko i pozwoliła polpotyzmowi przeprowadzić rewolucję bez robotników, tzw. „rewolucja narodowa”. Wyjaśniała ona też terror, który był wyjątkowym środkiem stosowanym w trudnych czasach, które są niezbędne aby ocalić rewolucję, jednak podstawowym problemem rewolucji było to, że byli za mało radykalni. Podstawowe idee które Rewolucja Francuska dała Pol Potowi to twierdzenie, że rewolucja musi być przeprowadzona do samego końca bez kompromisu, musi być przeprowadzona z przymierzem między intelektualistami i chłopstwem.